# Waldemar Pisarski
Waldemar Pisarski (* 17. November 1942 in Litzmannstadt, heute Łódź, Polen) ist ein deutscher evangelischer Theologe, Pfarrer und Pastoralpsychologe.

## Leben
Pisarski entstammt einer Pfarrersfamilie. 1945 flüchtete die Familie nach Franken. In Marktredwitz im Fichtelgebirge verbrachte Pisarski seine Schulzeit bis hin zum Abitur. Nach dem Theologiestudium in Neuendettelsau, Heidelberg und Erlangen ging er zu einer klinischen Seelsorgeausbildung in die USA. Das erste Jahr, 1966, verbrachte er an der School of Theology at Claremont, Kalifornien, bei Howard Clinebell. Von 1972 bis 1974 folgten zwei weitere Jahre im Central Prison von Raleigh, North Carolina, und am Central Islip Psychiatric Center in New York City.
Seine erste berufliche Stelle war 1974 das neu errichtete Klinikum Großhadern (München), wo er ein Zentrum für klinische Seelsorgeausbildung für die Bayerische Landeskirche aufbaute. In den folgenden Jahren absolvierte er eine Ausbildung in personaler Leibtherapie bei Karlfried Graf Dürckheim.
1985 wurde Pisarski an die Versöhnungskirche in der KZ-Gedenkstätte Dachau berufen. In dieser Zeit ließ er sich zum Gestalttherapeuten (AKG) ausbilden. Von 1990 bis zum Ruhestand 2007 war er theologischer Leiter der Arbeitsgemeinschaft Evangelische Erwachsenenbildung in Bayern.
Heute lebt Pisarski in Augsburg und arbeitet als Autor, Seelsorger, Referent und Lehrsupervisor.

## Werke
- Gott tut gut. Salbungsgottesdienste. Grundlagen und Modelle, Claudius, München 2000, ISBN 978-3-532-64802-5.
- Anders trauern, anders leben, Kaiser Taschenbücher, Bd. 31, 2001, ISBN 978-3-579-05034-8.
- Auch am Abend wird es licht sein: Die Kunst, zu leben und zu sterben, Claudius, München April 2006, ISBN 978-3-532-62320-6.
- Was mir auf der Seele liegt: Mutige Antworten auf Lebensfragen, Claudius, München 2007, ISBN 978-3-532-62354-1.
- Angelika und Waldemar Pisarski: Das Sterben ins Leben holen. Kinder beim Trauern begleiten, 1997.
- Angelika und Waldemar Pisarski: Dafür bist du nicht zu klein!: Kinder beim Trauern begleiten, Schmidt, Philipp 2008, ISBN 978-3-87707-719-1.